# 異獸戰2
《異獸戰2》（英語：Aliens vs. Predator: Requiem；简写为AVPR / AVP2），是2007年的美国科幻电影，由史特勞斯兄弟执导。编剧谢恩·萨勒诺。此片为上一集2004年的《异形大战铁血战士》的续集。且继续《异形》和《铁血战士》两大作品媒介相融合的特许经营权。该片由史蒂文·帕斯奎尔和玲子·艾爾斯沃斯主演。

## 內容簡介
劇情緊接著第一集，一個終極戰士被異形植入卵，因而產生了一個超強的終極異形，而堪稱電影史最兇殘兩大外星生物「異形」（Alien）和「終極戰士」（Predator） ，再度在地球上全盤引爆世紀血戰！人類不幸淪為兩派異獸的獵物，通通被捲入「異形」和「終極戰士」之間冷血的戰火中，該如何自救？

## 異獸戰大事年表
- 公元前2997

鐵血戰士群族降臨地球並建立了金字塔，作為對家鄉Antartica的敬意，牠們用上異形作為成人禮儀式的獵物。－《異獸戰》
- 1715

當鐵血戰士追捕獵物時，收到人類一把明火槍作為禮物，其後手槍落在洛杉磯警長Michael Harrigan（丹尼·葛洛佛 飾）手上。－《鐵血戰士續集》
- 1987

一名鐵血戰士在中美洲森林進行搜獵，被美軍特種部隊的Alan "Dutch" Schaefer少校（阿諾·史瓦辛格 飾）擊敗殺死。－《鐵血戰士》
- 1990

一名鐵血戰士闖入洛杉磯市中心，殺害了毒販、多位警員及無辜市民後，被警長Michael Harrigan消滅。－《鐵血戰士續集》
- 2004

一隊考古探險隊進入Antartica金字塔，發現內裏滿佈異形巨卵，三名鐵血戰士與異形展開激戰，最終只有一名人類生還。－《異獸戰》
- 2007

上一集前往地球運載鐵血戰士屍體的飞船，因屍體夾帶的異形孵化，異形大開殺戒後太空船在美國一小鎮上空墜毀，居民被襲，一名「清道夫」鐵血戰士被派往善後。－《異獸戰2》

## 評價
爛番茄網站上對這部電影的新鮮度為12%，在69條專業評論中，8條專業評論贊同，61條專業評論反對，平均分為3.1/10，觀眾的評價則是31%，整體評價不佳。